# 摩亞球場
摩亞球場（英語：Turf Moor）位於蘭開郡的伯恩利，是般尼足球會的主場球場，摩亞球場為全座席可容22,546名觀眾。

## 歷史
在般尼成立後只九個月的1883年2月便遷入摩亞球場，一直沿用自今，見證著般尼在聯賽四個不同組別及兩項本土杯賽所有主場的比賽，只有普雷斯頓連續使用同一球場的紀錄比般尼更長。球隊原先在卡達維爾（Calder Vale）比賽，般尼木球會邀請般尼遷入共同使用摩亞球場，時至今日兩會仍然是要好的鄰居及伙伴。
摩亞球場相信是首個王室成員造訪的球場，1886年10月愛德華七世的兒子亞厘畢王子（Prince Albert）到場觀看一場對比賽。戰前般尼每場比賽吸引高達5萬觀眾，相當於當時整個般尼市的人口總數。1927年摩亞球場舉行首場國際比賽，由英格蘭對威爾斯，英格蘭小負1-2。
1954年摩亞球場加建著名的「長邊看台」（Longside），般尼的學徒球員亦需協助建築工作。數年後的1957年加裝汛光燈設施，首場亮燈比賽為對本地死對頭的友誼賽。1974年為消除微傾的比賽草坪，將整幅比賽場地加高，同時加裝新的去水系統及重鋪草坪。1969年耗資18萬英鎊的「木球場看台」（Cricket Field Stand）落成啟用，附設球員更衣室，摩亞球場是少數在龍門後方看台設置更衣室的球場之一。1974年由前首相希斯為沿用至今的「卜洛特看台」（Bob Lord Stand）主持開幕，新看台花費450萬英鎊可容2,500名觀眾。連同在1960年代建成可容7,000觀眾的「蜂洞看台」（Bee Hole End terrace），摩亞球場在70及80年代維持不變，但般尼已經歷從甲組到丁組四個不同級別的比賽。
1994年12月般尼決定重建摩亞球場，計劃興建兩座新看台，1995年9月16日到訪是「長邊看台」拆卸前最後一場比賽。1996年4月23日在「長邊看台」舊址興建的「占士夏格維斯看台」（James Hargreaves Stand）啟用，翌日即開始動工拆卸「蜂洞看台」，整項工程耗費530萬英鎊，隋著「占美·麥伊萊看台」（Jimmy McIlroy stand）在1996年9月落成而完工。

## 外部連結
- Stadium Guide Article （页面存档备份，存于）